# Iglesia de San Fernando Rey (Burgos)
La iglesia parroquial de San Fernando Rey es un templo católico de la ciudad de Burgos (Castilla y León, España).
La parroquia está situada en la avenida de Castilla y León n.º 9.
El retablo del altar mayor procede de la capilla de la actual Residencia Universitaria San Agustín, habiéndose procedido a su traslado a la parroquia en el año 2000. Para su exposición en el templo, se han colocado pinturas de Pablo Barbadillo de Miguel en las cuatro hornacinas laterales y su inauguración fue el 30 de mayo de 2001. La imagen de San Fernando es una donación de la Academia de Ingenieros de Burgos.
Es la sede de la Cofradía de las Siete Palabras.